# Герасимов, Николай Николаевич (геолог)
Николай Николаевич Герасимов (19 мая 1956, Костромская область — 2 ноября 2018, Санкт-Петербург) — российский геолог, государственный деятель, историк геологии и горного дела, министр промышленности, транспорта и энергетики Республики Коми, заслуженный геолог Российской Федерации (2009).

## Биография
Родился 19 мая 1956 года в деревне Ключи, Костромская область.
В 1978 году с отличием окончил Геологический факультет МГУ по специальности «Геология и разведка месторождений полезных ископаемых».
Уехал работать на Полярный Урал. Геолог, начальник отряда, начальник геолого-съёмочной партии, главный геолог геолого-поисковой партии объединения «Полярноуралгеология», руководил опытно-промышленной добычей на Парнокском железомарганцевом месторождении.
В 1980—1982 годах служил в Советской Армии.
В 1985—1990 годах был секретарём парткома объединения «Полярноуралгеология».
В 1992—1994 годах руководил ТОО «Родонит».
В 1995—2002 годах — директор геологического предприятия ОАО «Полярноуралгеология».
В 2000 году защитил в МГУ кандидатскую диссертацию по теме «Геологическое строение и генезис парнокского железо-марганцевого месторождения (Полярный Урал)».
В 2002—2003 годах — руководитель администрации Программы развития экономики Республики Коми.
В 2003—2009 годах — министр промышленности Правительства Республики Коми.
С 2010 года — директор по развитию регионов ООО «РН — Северная нефть».
2015 — министр промышленности, транспорта и энергетики Республики Коми, одновременно заместитель председателя Правительства Коми (2016).
В 2015—2017 годах работал заместителем директора Всероссийского НИИ минерального сырья имени Н. М. Федоровского в Москве.
Скончался 2 ноября 2018 года в городе Санкт-Петербург, после операции на сердце. Похоронен на Смоленском православном кладбище.

## Семья
Братья:
- Анатолий (1958—2015) — тренер по лыжным гонкам, участник как тренер двух олимпийских игр и 6 чемпионатов мира по лыжным гонкам[7].
- Александр (род. 1960) — геологоразведчик, альпинист.

## Награды, звания и премии
- 2001 — Заслуженный работник Коми
- 2000 — Знак «Шахтерская слава» III степени
- 2009 — Заслуженный геолог Российской Федерации
- Памятный знак «За заслуги в изучении недр»
- Золотой знак «Горняк России».

## Членство в организациях
- Русское географическое общество